# Musculus flexor digitorum superficialis
Musculus flexor digitorum superficialis (forkortet: m. flexor digitorum superficialis, direkte oversat: fingrenes overfladiske bøjemuskel) er en muskel på forsiden af underhånden, hvis funktion er at flektere (bøje) den 2. til 5. finger i deres grundled (articulatio metacarpophalangeale eller MCP-leddet) og mellemled (art. interphalangeale proximale eller PIP-leddet). Musklen udspringer fra både overarms-, albue- og spolebenet og dets udspring laver en senebue, hvorigennem kar og nerver kan passere. Den inserrerer (hæfter) på fingernes mellemstykker. 

## Forløb
Musklens udspring (origo) er fra caput commune flexorum, den fælles udspringssene for flere af underarmens fleksorer på epicondylus medialis beliggende distalt på overarmsbenet (humerus). Desuden har den også udspring fra det ulnare kollaterale ligament i albueleddet (ligamentum collaterale ulnare). Disse udspring danner det humeroulnare hoved. Desuden er der et udspring fra den proximale tredjedel af radius. Dette udspring danner det radiale hoved. Imellem udspringshovederne dannes udspringssenebuen.
Musklen forløber herefter profundt for m. palmaris longus, hvis den er tilstede, og ulnart for m. flexor carpi radialis. De løber derefter igennem carpaltunnellen (canalis carpi) i samme seneskede som senerne for m. flexor digitorum profundus. Senerne inserrerer med 4 adskilte sener på basis af fingrenes mellemstykker (bases phalangum mediarum). Tommelfingerens fleksion varetages ikke af musklen, da dette primært varetages af mm. flexor pollicis longus og brevis. Musklen kan anses som funktionelt delt enhed, idet muskelfibre til hver af de 4 fingre kan kontraheres selvstændigt og dermed gøre det muligt at bøje fingrene hver for sig.
Senerne for musklen (tendines musculi flexoris digitorum superficialis) danner omkring PIP-leddet en opspaltning (chiasma tendineum), der hæfter bilateralt på basis af den givne fingers mellemstykke, hvorved der dannes en spalte, gennem hvilen senerne for m. flexor digitorum profundus kan passere for at hæfte på fingrenes yderstykker.
M. flexor digitorum superficialis bug til lillefingeren er ofte delvist rudimentær, hvorved lillefingerens fleksion primært foretages af m. flexor digitorum profundus. 

## Innervation
Musklen innerveres af nervus medianus og dermed de ventrale grene af spinalnerverne C7, C8 og T1, der forenes i plexus brachialis.

## Funktionsundersøgelse
Funktionen for m. flexor digitorum superficialis kan undersøges, ved at undersøgeren holder den undersøgtes fingerled strakte, undtagen tommerfingerens og den fingers, hvis m. flexor digitorum superficialis-funktion man undersøger. Derved neutraliseres virkningen for m. flexor digitorum profundus, der ikke som m. flexor digitorum superficialis kan kontrahere fibrene til fingrene hver for sig. Ved at holde de ikke-undersøgte fingre strakte begrænses dermed kontraktionen af senen for m. flexor digitorum profundus i den undersøgte finger, hvorved en evt. bøjning i fingrene kun kommer til at være udtryk for funktionen af m. flexor digitorum superficialis. Derefter bedes den undersøgte at bøje den undersøgte finger. Hvis den undersøgte kan gøre det, er funktionen af m. flexor digitorum profundus fibre til den undersøgte finger intakt. Hvis ikke, er funktionen ikke-intakt.

## Galleri
- M. flexor digitorum superficialis på dissekeret underarm
- M. flexor digitorum superficialis på dissekeret overekstremitet
- M. flexor digitorum superficialis på dissekeret underarm
- Seneforholdene på håndens palmare side – læg mærke til opsplitningen af senen for m. flexor digitorum superficialis i chiasma tendineum
- Proximalt tværsnit af underarm